# Torvald Högström
Torvald Högström (* 16. Februar 1926 in Porvoo; † 28. Mai 2010) war ein finnischer Radrennfahrer und nationaler Meister im Radsport.

## Sportliche Laufbahn
Högström war Teilnehmer der Olympischen Sommerspiele 1948 in London. Im olympischen Straßenrennen schied er beim Sieg von José Beyaert aus. Die finnische Mannschaft mit Högström, Erkki Koskinen und Paul Backman kam nicht in die Mannschaftswertung. Auch in den Wettbewerben im Bahnradsport war er am Start. Er bestritt mit Onni Kasslin, Paavo Kuusinen und Erkki Koskinen die Mannschaftsverfolgung.
1951 gewann er die nationale Meisterschaft im Straßenrennen vor Paul Backman. Mit dem Porvoon ajot gewann er 1948 und 1950 das älteste finnische Eintagesrennen.